# River's Edge
River's Edge (bra: Juventude Assassina) é um filme americano de 1986, do gênero drama, dirigido por Tim Hunter e estrelado por Crispin Glover, Keanu Reeves, Daniel Roebuck e Dennis Hopper.

## Elenco
- Crispin Glover ... Layne[2]
- Keanu Reeves ... Matt[2]
- Ione Skye ... Clarissa[2]
- Daniel Roebuck ... Samson 'John' Tollet[2]
- Dennis Hopper ... Feck[2]
- Joshua John Miller ... Tim[2]
- Roxana Zal ... Maggie[2]
- Josh Richman ... Tony[2]
- Phil Brock ... Mike[2]
- Tom Bower ... Bennett[2]
- Constance Forslund ... Madeleine[2]
- Leo Rossi ... Jim[2]
- Jim Metzler ... Mr. Burkewaite[2]
- Tammy Smith ... Kim[2]
- Danyi Deats ... Jamie[2]

## Crítica
O crítico Matt Gilligan cita-o como exemplo de filme de "adolescente assassino", bem como um dos filmes mais polarizadores dos anos 1980 voltados para jovens. Em 2015, o site Salon considerou-o "o filme adolescente mais sombrio de todos os tempos".

## Prêmios e indicações
Em 1988, River's Edge foi eleito o melhor filme no Independent Spirit.